# Eduard Dorer-Egloff
Eduard Dorer-Egloff (* 7. November 1807 in Baden; † 27. März 1864 ebenda; heimatberechtigt in Baden; in der Literatur auch als Edward Dorer-Egloff oder Ignaz Eduard Dorer referenziert) war ein Schweizer Politiker, Richter, Schriftsteller und Dichter. Von 1837 bis 1842 war er Regierungsrat des Kantons Aargau. Sein Vater Franz Dorer gehörte ebenfalls der Kantonsregierung an.

## Biografie
Nachdem er in Aarau den «Lehrverein» von Ignaz Paul Vitalis Troxler besucht hatte, studierte Dorer Recht an der Albert-Ludwigs-Universität in Freiburg im Breisgau. Nach Studienende wurde er 1832 in den Grossen Rat des Kantons Aargau gewählt. Dem Beispiel seines Vaters folgend, der damals der Kantonsregierung angehörte, trat er entschieden für die Ideen des Liberalismus ein und forderte die Unterordnung der Kirche unter den Staat. So war er 1834 Mitinitiant jener Konferenz, an der die Badener Artikel beschlossen wurden.
Ebenfalls 1834 stieg Dorer zum Präsidenten des Bezirksgerichts Baden auf. 1837 wählte ihn der Grosse Rat in die Kantonsregierung. Zwar wehrte er sich gegen den Einfluss der Klöster, bemühte sich aber, eine Verschärfung der Lage zu verhindern. Gleichwohl stimmte er am 13. Januar 1841 dem Antrag von Augustin Keller zur Aufhebung der Aargauer Klöster zu. Mit seinem Anliegen, die Anführer jenes Aufstandes, der zum Aargauer Klosterstreit geführt hatte, zu begnadigen, hatte er keinen Erfolg.
Dorer zog sich 1842 aus dem öffentlichen Leben zurück und wirkte seither als Privatlehrer, Dichter und Schriftsteller. Als ausgewiesener Goethe-Spezialist baute er durch Kauf und Tausch eine bedeutende Bibliothek mit Goethe als Sammelschwerpunkt auf. Er stand in brieflichem Kontakt mit vielen Schriftstellern seiner Zeit. 1843 veröffentlichte er das Gesamtwerk von Luise Egloff, der Schwester seiner Ehefrau Elise.

## Werke
- Luise Egloff, die blinde Naturdichterin (Aarau 1843)
- Über Goethes Jery und Bätely (1852)
- Blätter und Blüten (1852)
- Der Affe von Arezzo (Fastnachtsspiel, 1852)
- Lenz und seine Schriften (Baden 1857)
- Roswitha, die Nonne von Gandersheim (Aarau 1857)
- Zur Literatur des Volksliedes (Aarau 1860)
- Gedichte (Aarau 1868, posthum veröffentlicht)